# Yiju
Yiju (kinesiska: 宜居') är en socken i sydvästra Kina. Den ligger i häradet Youyang i storstadsområdet Chongqing, omkring 210 kilometer öster om det centrala stadsdistriktet Yuzhong. Antalet invånare är 13 557. Befolkningen består av 6 583 kvinnor och 6 974 män. Barn under 15 år utgör 29,0 %, vuxna 15-64 år 56 %, och äldre över 65 år 13,0 %.